# Saint-Georges-sur-Layon
Saint-Georges-sur-Layon korábbi község Franciaország Loire mente régiójában, Maine-et-Loire megyében. 2016. december 30-án hét másik korábbi községgel egyesült és Doué-en-Anjou  új község része lett.
Lakosainak száma 759 fő (2018. január 1.). Saint-Georges-sur-Layon Brigné, Concourson-sur-Layon, Doué-la-Fontaine, La Fosse-de-Tigné, Louresse-Rochemenier, Martigné-Briand, Nueil-sur-Layon, Tancoigné és Tigné községekkel határos.

## Népesség
A település népessége az elmúlt években az alábbi módon változott:
| Lakosok száma | 709  | 629  | 598  | 585  | 591  | 785  | 783  | 760  | 754  | 759  |
|               | 1968 | 1975 | 1982 | 1990 | 1999 | 2011 | 2013 | 2015 | 2017 | 2018 |